# Jírová hora (dělostřelecká tvrz)
Dělostřelecká tvrz Jírová hora (též Maternice) je dělostřelecká tvrz, jejíž výstavba nebyla nikdy zahájena. Tvrz měla patřit mezi páteř obrany československého opevnění na severní hranici Československa. Umístění tvrze bylo plánováno v prostoru nepojmenované kóty 546, dříve nazývané Maternice, severozápadně od Hronova. Tvrz měla patřit mezi nejsilnější z plánovaných tvrzí československé pevnostní soustavy, tvořena měla být čtyřmi pěchotními sruby (T-S 8-10, T-S 15), dělostřeleckou otočnou věží (T-S 11), dvěma dělostřeleckými sruby (T-S 12-13), minometnou věží (T-S 14) a vchodovým objektem (T-S 14a). Stavba byla plánována na jaře 1939. Projekt tvrze byl kompletně dokončen, ale do září 1938 se nepodařilo tvrz zadat žádné firmě k výstavbě a tudíž ani nebyla započata výstavba. Počet mužů na tvrzi byl plánován zhruba na 650.

## Úkoly tvrze
I přesto, že tvrz patřila do trutnovského úseku, její hlavní úkoly byly směřovány na Náchodsko. Dělostřelecký srub T-S 13 měl směřovat svými houfnicemi ve prospěch dělostřelecké tvrze Dobrošov a dále postřelovat kotlinu mezi Náchodem a Hronovem a linii těžkého opevnění u dobrošovské tvrze, která nebyla dostatečně chráněna zbraněmi z Dobrošova. Dělostřelecká otočná věž T-S 11 měla svým přímým palebným vějířem působit do předpolí tvrze a vést palbu ve směru Dolní Teplice – Německá Metuje-Stárkov-Bystré, Dědov-Police-Žabokrky a Machov-Bezděkov. Toto předpolí bylo i současně podporováno palbou z Dobrošova a na opačné straně měla doplňovat palbu z tvrze Poustka. Na západ orientovaný druhý dělostřelecký srub T-S 12 měl postřelovat linii těžkého opevnění až k tvrzi Poustka a také hlavní spojnice mezi obcemi Janovice-Jívka a Radvanice-Jívka. Minometná otočná věž T-S 14 měla za úkol postřelovat předpolí tvrze a úžlabiny u Hronova, údolí Zbečníka a prostor údolí u Žabokrk.